# آکریستاوس
آکریستاوس (نام علمی: Acristavus) نام یک سرده از تیره اردک منقاران است. فسیل های کشف شده از آکریستاوس در یوتا ایالات متحده آمریکا متعلق به اشکوب کامپانین میباشد که اثبات میکند این دایناسور در دوره کرتاسه پسین میزیسته. وی برخلاف اکثر اردک منقاران همانند ادمونتوسور فاقد شاخ بر روی جمجمه خود بود. کشف آکریستاوس بسیار از نظر دیرینه شناسی اهمیت دارد. جمجمه آکریستاوس این موضوع را پیش میکشد که شاید نیاکان اردک منقاران بدون شاخ و هیچ سلاح دفاعی در جمجمه بودند. گونه خاص این جانور "Acristavus gagslarsoni" نام دارد.

## نگارخانه

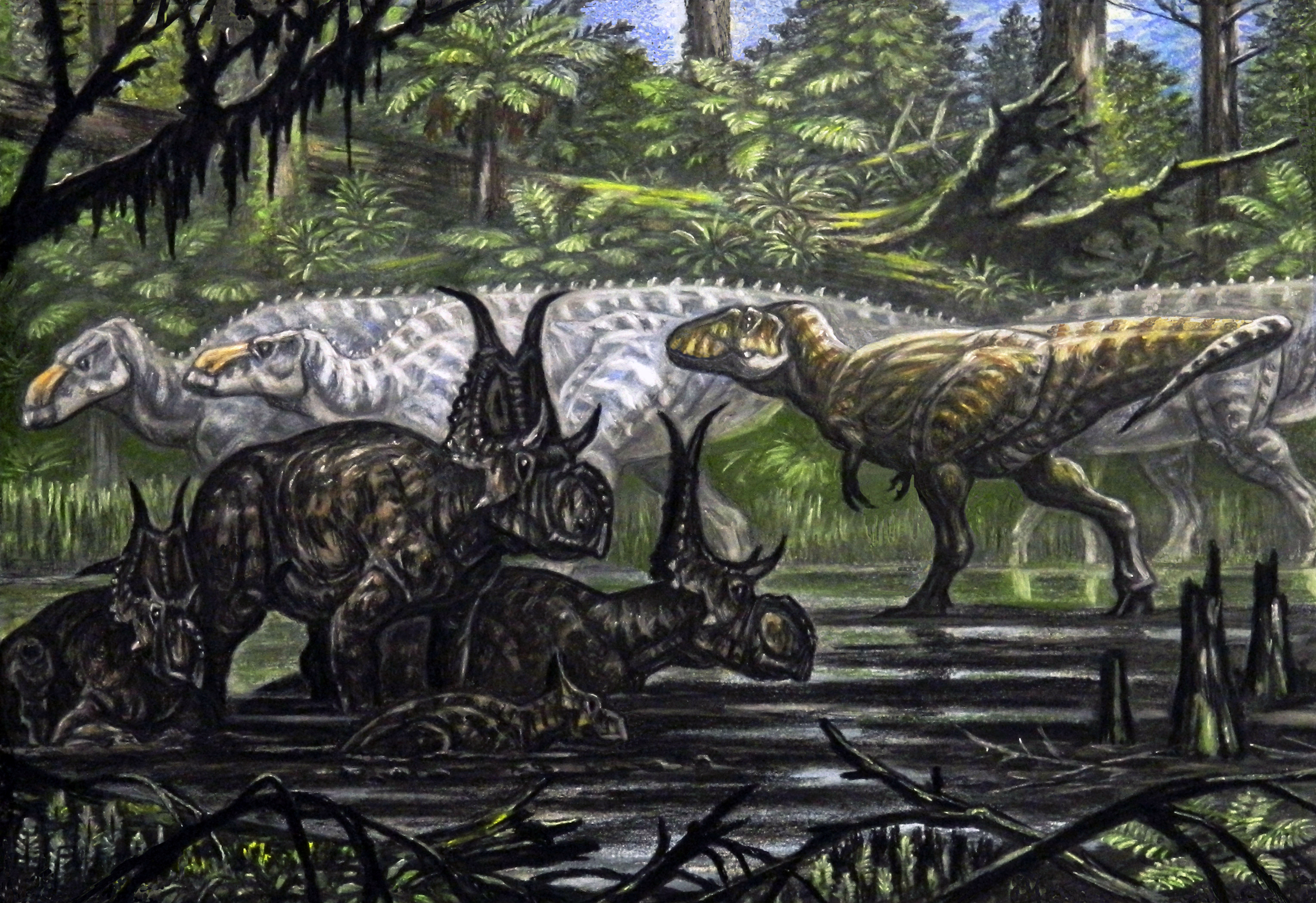
نگارگری آکریستاوس، در کنار تیرانوسور، و گونه ای از شاخ چهرگان

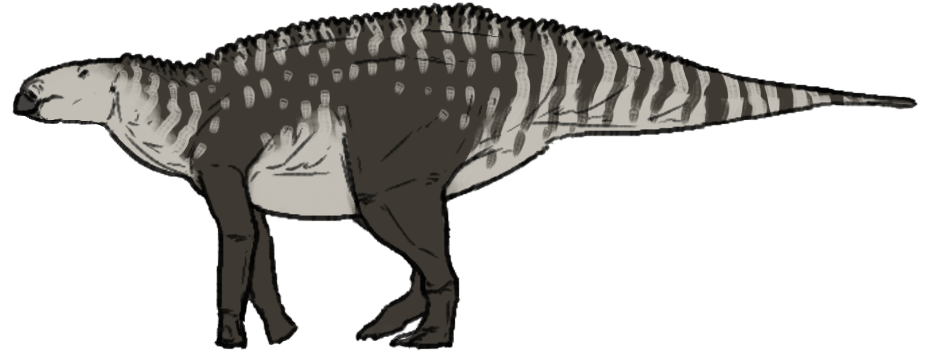